# Super Bowl LI félidei show
A Super Bowl LI félidei showra 2017. február 5-én került sor a texasi Houstonban található NRG Stadionban, a Super Bowl LI keretében. Lady Gaga volt a show főfellépője, vendégelőadók nélkül (ez volt az első ilyen alkalom a Super Bowl XLIV óta), és egy egyveleget adott elő a dalaiból, beleértve az akkori legutóbbi stúdióalbumának, a Joanne-nek (2016) az anyagát is. Az előadást a kritikusok elismeréssel fogadták, és jelenleg az Emmy történetében a legtöbb jelölést kapott Super Bowl félidei show-műsor, amely elnyerte a Primetime Emmy-díjat a Variety Special kiemelkedő fénytervezéséért/világításrendezéséért.
Gaga 2017 januárjában kezdett el próbálni a showra. A nővére adta neki az ötletet, hogy az NRG Stadion tetejéről lépjen fel; Gaga dolgozott a logisztikán. Az előadást rövid klipek feltöltésével népszerűsítette a közösségi média fiókjaira. A Versace divatház készítette a show ruhatárát, az énekesnőnek egyedi overallt készítettek, míg Bruce Rodgers és LeRoy Bennett tervezők a 22 Degrees fénytervezőjével, Bob Barnharttal közösen végezték a show produkcióját. A színpadot az All Access Staging & Productions készítette, amely a korábbi Super Bowl félidei színpadokat is létrehozta. A bevezető jelenet alatt Gagát egy 300 drónból álló flotta kísérte, amelyet az Intel biztosított, és amely az amerikai zászlót formálta az énekesnő mögött. Ez volt az első alkalom, hogy a drónokat televíziós közvetítés részeként használták.
A félidei showt a kritikusok elismeréssel fogadták, és a média dicsérte Gagát a művészi és zenei kvalitások bemutatásáért. Egyesek szerint ez volt a Super Bowl történetének egyik legjobb félidei előadása. A showt az LMBT közösség elismerése, a politikai utalások megjelenítése és a drónok használatának technikai teljesítménye miatt is méltatták. A 117,5 millió tévénézővel ez volt a második legnézettebb Super Bowl félidei show a Super Bowl XLIX félidei showja után, és magasabb volt az átlagos nézettsége, mint magának a mérkőzésnek. Gaga zenei katalógusa is profitált a fellépésből, minden lemezének eladásai növekedtek, többek között a Joanne című albumáról a Million Reasons-é is, amely a dallista része volt, ennek következtében Gaga tizennegyedik Top 10-es kislemeze lett a Billboard Hot 100-as listáján.

## Szinopszis
A félidei show az NRG Stadion tetején kezdődött. Lady Gaga elkezdte énekelni a God Bless America-t, miközben mögötte vörös, fehér és kék színt kibocsátó drónok szálltak. Ezután Woody Guthrie This Land Is Your Land című dalát énekelte el, majd a Hűségeskü vége következett: „Egy és oszthatatlan Nemzet Isten alatt, amely szabadságot és igazságosságot nyújt mindenkinek”. Gaga ezután leugrott a tetőről, miközben a mögötte lévő drónok az amerikai zászló mintáját formázták. Az énekesnő leereszkedett, és a színpadon egy magas toronyra érkezett, majd előadta a Poker Face-t, miközben mögötte tűzijátékok gyúltak fel. Az első verze és a refrén után Gaga egy hámhoz rögzítve ugrott le az emelvényről a nagyszínpadra. Táncosai csatlakoztak hozzá, miközben elénekelte a Born This Way-t, amely a szám közbenső, beszélt verzéjét is tartalmazta.
Ezután Gaga a színpad egyik sarka felé vette az irányt, és egy csillag alakú szerkezet belsejében elénekelte a Telephone-t. Egy táncos a nagyszínpadra vitte, ahol egy billentyűs hangszert tartott a kezében, és előadta a Just Dance-t. Az énekesnő a dal végeztével lelépett a színpadról a pályára. Egy zongorával ellátott pódiumhoz ért, ahol elénekelte a Million Reasonst. A pályán jelenlévő közönség különböző irányokba sodródott, kezében fénypálcákkal. A dalt folytatva lejött a pódiumról, és megölelte a közönség néhány tagját. A Bad Romance fináléjára fehér ruhás táncosok csapata vonult fel a nagyszínpadra. Gaga egy futball ihlette jelmezben csatlakozott hozzájuk, és előadta a számot. A végén felcsendült a show végét jelző tűzijáték. Gaga a színpad szélére ért, azt kiáltotta, hogy „Super Bowl 51”, eldobta a mikrofonját, és leugrott a színpadról, elkapva egy focilabdát.

## Háttér

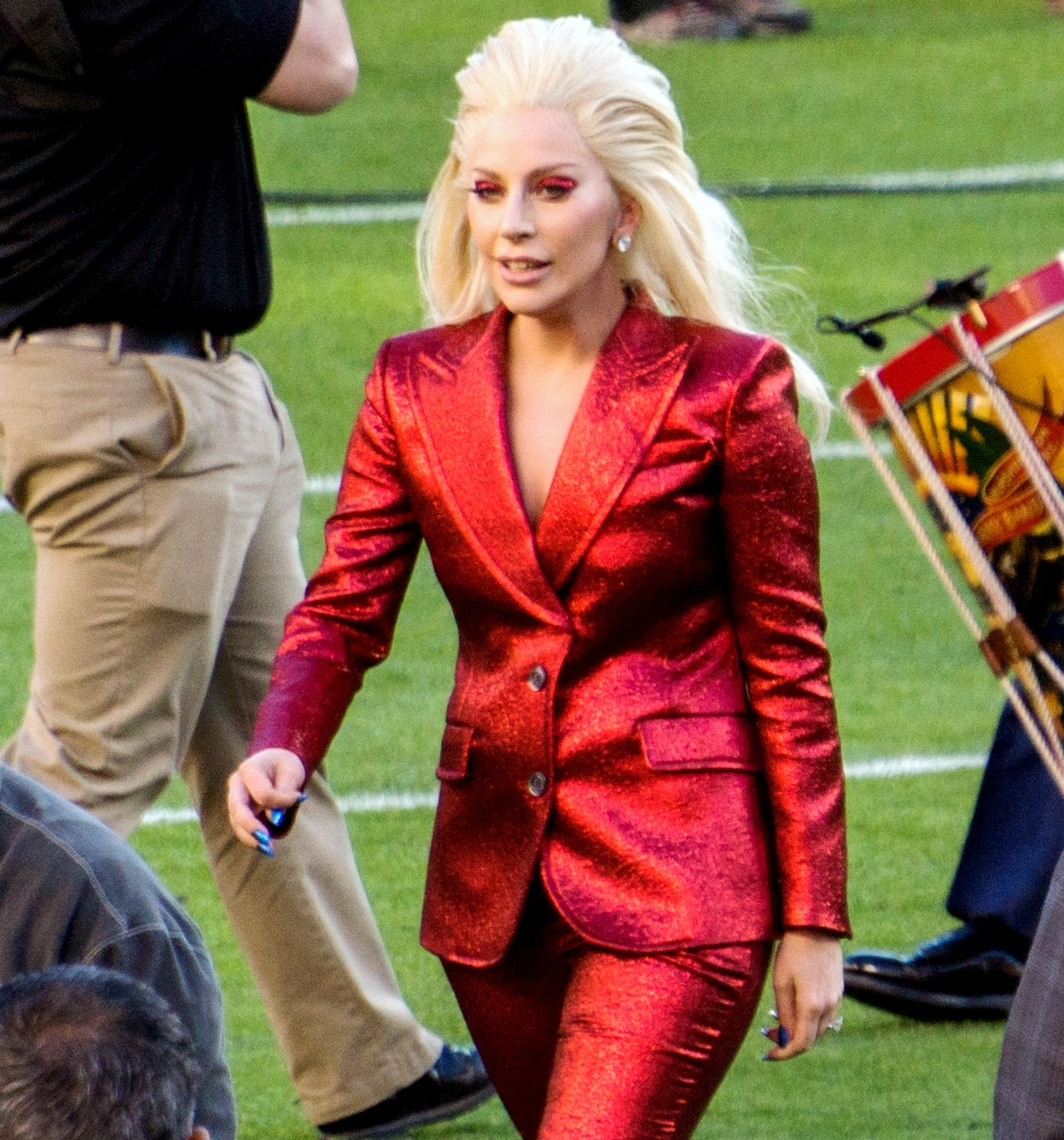
Gaga a nemzeti himnusz előadása után a Super Bowl 50-en 2016. február 7-én

2016 augusztusa körül a média arról számolt be, hogy Adele tárgyalásokat folytat a National Football League-gel (NFL) arról, hogy fellépjen a Super Bowl LI félidei show-műsorában, 2017. február 5-én a houstoni NRG Stadionban. A showt a Pepsi Zero Sugar szponzorálta. Adele Live 2016-os turnéjának Los Angeles-i koncertje során Adele tisztázta, hogy bár az NFL felkérte őt a fellépésre, ő visszautasította, mivel nem tartotta magát alkalmasnak a félidei show-ra. Az NFL kifejtette, hogy nem szerződtettek még egyetlen zenészt sem, és több előadóval is tárgyalásban állnak.
Közben Lady Gaga bejelentette, hogy 2016 októberében jelenik meg ötödik stúdióalbuma, a Joanne. A Billboard arról számolt be, hogy az NFL tárgyalásokat folytatott az énekesnővel, mivel az előző Super Bowlon ő adta elő a nemzeti himnuszt. 2016. szeptember 29-én Gaga az Instagram-fiókján megerősítette, hogy fellép a félidei showban. 2016. szeptember 29-én a Fox Sports elnöke és a show executive producere, John Entz megerősítette Gaga részvételét. Entz hozzátette: „[Ő] generációnk egyik legizgalmasabb előadója, és nem is lehetnénk boldogabbak a döntéssel, hogy ő lesz a Super Bowl LI félidei showjának főszereplője.... Ez egy hihetetlen este lesz.”
Emma Quigley, a Pepsi észak-amerikai zenei vezetője és Justin Toman, a Pepsi sportmarketing igazgatója szerint korábbi zenei teljesítménye és törekvései alapján esett a választás az Gagára. Különböző paramétereket - közösségi média követők, lemezeladások, trendi téma - vettek figyelembe, majd szűkítették a listát. Toman azt is figyelembe vette, hogy a show általában mennyi időt vesz igénybe - hét percet a felépítés, 12 percet a főműsor, és további hét percet a lebontás -, és úgy vélte, hogy az énekesnő ennyi idő alatt képes „erőt, lendületet, teljesítményt, éneklést, fényeket” nyújtani. A Pepsi zsinórban ötödik éve szponzorálta a félidei showt.

## Kidolgozás

### Koncepció

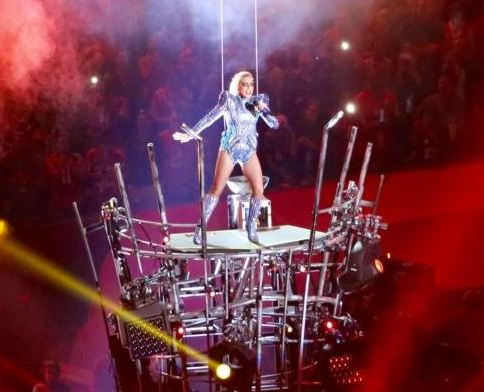
Gaga a Poker Face előadása közben, miután hámban leereszkedett az NRG Stadion tetejéről

2016 októberében Gaga azt mondta az Entertainment Weeklynek, hogy „a legjobb műsort akarja adni a futballrajongóknak, azoknak, akik otthon nézik”. Bár a dallistát illetően bizonytalan volt, az énekesnő a múltbeli és a legújabb dalai keverékét szerette volna eljátszani. Azt is megerősítette, hogy az NFL már a megjelenés előtt meghallgatta a Joanne-t, és úgy döntött, hogy felajánlja neki a félidei fellépést. Inspirációját Michael Jackson, Diana Ross és Bruce Springsteen korábbi félidei fellépései adták. Gaga megjegyezte, hogy „az összes [korábbi fellépést] imádta”. 2016 decemberében Gaga elindította a „Guest of Honor” versenyt a Pepsi-vel és az NFL-lel. Ez lehetőséget adott a rajongóinak, hogy a félidei showt a színpad széléről láthassák. Az énekesnő feltöltött egy videót Fanifesto címmel, amelyben a rajongás erejéről beszél. Elmondta, hogy a nyereményhez a rajongóknak december 15-ig fel kellett tölteniük egy 15-60 másodperces videót az Instagramra vagy a Twitterre a #GOHContest és a #PepsiHalftime hashtagekkel, amelyben megvallják Gaga iránti rajongásukat.
Colin Stutz, a Billboard munkatársa elárulta, hogy Gagát nem kísérik majd vendégzenészek, ami eltér az elmúlt évek show-jaitól. A Pepsi sajtóközleményben megerősítette, hogy Gaga fellépését egy tíz másodperces visszaszámlálás előzi meg, amikor is a Creator's Studio által készített felvezetés lesz látható, amelyben Tony Bennett jazzénekes szerepel. Gaga megerősítette tervét, hogy az NRG Stadion kupolájának tetején énekeljen, az ötletet nővére, Natali Germanotta adta neki. Csapata aggódott a mutatvánnyal járó biztonsági kockázatok miatt, bár Gaga továbbra is folytatta a tervet. A szervezők fontolóra vették, hogy a fellépés előtt a kupola tetejére emelik az énekesnőt, vagy hogy a stadion „átlátszó”, visszahúzható tetején keresztül jelenjen meg. Gaga ügyvédei dolgoztak a logisztikán és a mutatvánnyal kapcsolatos biztosításon. Az amerikai média arra számított, hogy Gaga „valami nyíltan politikai dolgot” fog csinálni a fellépése során. Az NFL cáfolta azokat a híreket, amelyek szerint megtiltották volna az énekesnőnek, hogy Donald Trump elnököt említse a show alatt. A szervezet képviselője közleményt adott ki, amelyben a következőket írta: „A Super Bowl az az időszak, amikor az emberek igazán összejönnek. Lady Gaga arra koncentrál, hogy egy csodálatos showt állítson össze a rajongóknak, és mi imádunk vele együtt dolgozni ezen; nem fog minket ez megzavarni.”

### Próbák
2017 januárjában Gaga elkezdett képeket posztolni a közösségi média fiókjaira, amelyeken a showra való gyakorlás látható. Épített egy sátrat a hátsó kertjében, ahol a táncosaival próbált. A csoport több mint egy hétig próbált benne, majd Hollywoodban nagyobb helyszínekre költöztek, hogy a show további részein dolgozzanak. Végül az összes felszerelést Houstonba küldték, ahol a végső próbák zajlottak. Gaga Don Lawrence énekedzőt vonta be, hogy segítsen neki a helyes hangokat kiénekelni. Lawrence az előző évi Himnusz-előadásánál, valamint a koncertturnéin is dolgozott Gagával.
A Pepsi feltöltött egy kulisszák mögötti videót a próbákról, ahol Gaga elmondta, hogy a fő kihívás az volt, hogyan lehet a félidei előadást mássá tenni, mint az előző években, de továbbra is a zenéről szóljon. A koreográfus Richy Jackson a táncosokkal való foglalkozás közepén volt látható, amint a Bad Romance (2009) című dal jellegzetes mozdulatait mutatja be. Jackson elmondta, hogy a táncosokat személyesen választották ki, és korábban már dolgoztak együtt az énekesnővel. Hozzátette, hogy a show Gaga egy másik arcát fogja megmutatni, mivel még soha nem volt lehetősége arra, hogy egy olyan nagy világszínpadon lépjen fel, mint a Super Bowl.
Ahogy közeledett a show napja, az énekesnő folyamatosan rövid videókat posztolt a próbákról, valamint a kulisszák mögül. Megmutatta a játék előtti táncgyakorlatokat és koreográfiát, FaceTime-olt a nagymamájával, bemelegített, valamint bemutatta a színpadi tevékenységeket. Toman elmondta, hogy azt akarták, hogy a rajongók „bepillantást nyerjenek a félidőig vezető útba”. Egy színfalak mögötti tartalmi programot akartak csinálni, bepillantást nyújtva az embereknek abba, hogy mi kell a felkészüléshez. „Az emberek szeretik ezt. Szóval ez tényleg működött, és ezt folytatjuk.” A Billboardnak adott interjújában Gaga kifejtette: „Tényleg azt éreztem, hogy a helyemen vagyok, nagyon sokáig dolgoztam rajta, hónapokig tartott, keményen edzettem. Minden másodpercben azt akartam adni a világnak és a rajongóimnak, amit megérdemelnek, egy nagyszerű showt. Nagyon izgalmas, élvezni akartam a pillanatot.”

### Divat

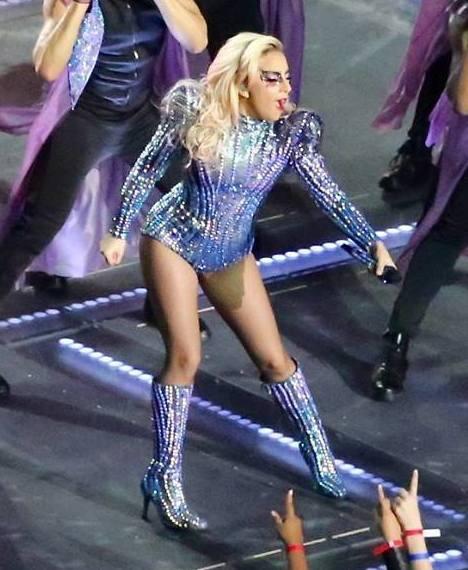
Gaga előadta a Born This Way című számot a show alatt egy Atelier Versace irizáló ruhában

A Joanne megjelenése után Gaga egyszerű ruhákat viselt, eltérve a korábbi felháborító öltözködésétől. A félidei show előtt sokat találgatták, hogy mit fog viselni az előadáshoz. A Versace készítette az összes megjelenést a showhoz, beleértve az utolsó ruháját is, amelyet a márka 2017-es tavaszi kollekciója ihletett. Az énekesnő egy egyedi, Atelier Versace, irizáló színű, Swarovski-kristályokkal kirakott, teljes egészében gyöngyös, magas válltöméssel és hozzá illő, térdig érő csizmával díszített overallt viselt. A testruha megkönnyítette a gyors mozgást a színpadon, segítve Gaga mozgékonyságát.
Cameron Silver divatszakértő szerint a Bad Romance előadása alatt volt Gaga megjelenése a „legérdekesebb”. Ezüstszínű, flitteres forrónadrágból állt, egy focilabda vállpárna-szerű kabáttal. A Billboard mindkét öltözéket „megszokott bólogatásnak” tartotta Gaga múltja felé, hozzátéve: „Szilárd egyensúlyt teremtett a csillogás és a szexi között anélkül, hogy túlzásba vitte volna [...] [A ruha] fantáziát adott a rajongóinak. Nagyszerűen nézett ki. Nagyszerűen hangzott. Olyan volt, mintha magassarkúban focizott volna.” Gaga egy aranyszínű kabátot is viselt, amelynek vállán tüskék voltak, miközben a billentyűs hangszeren játszott.
Gaga régi munkatársa, Brandon Maxwell tervezte a megjelenését; a sminkjére Ziggy Stardust hatott. Donatella Versace Houstonba repült, hogy segítsen a ruhák elkészítésében, beleértve az énekesnő öltöztetését a show előtt. Sarah Nicole Tanno készítette Gaga sminkjét, Frederic Aspiras pedig a haját. Tanno Marc Jacobs kozmetikai láncának termékeit használta, hogy Gaga „időtlen” megjelenést adjon. Az énekesnő egy pár kristályokból készült szemmaszkot viselt, amely a halántékáig ért. A The New York Times cikkírója, Vanessa Friedman szerint a Versace divatmárkát választotta a jelmezekhez, ami „segített támogatni Gaga finomabb, vitathatatlanul erőteljesebb üzenetét”. Azt ígérte, hogy a show a „befogadásról” fog szólni, és a Versace és számos más tervező, mint például a Dr. Martens és Vera Wang, használata a célt szolgálta.

### Multimédia

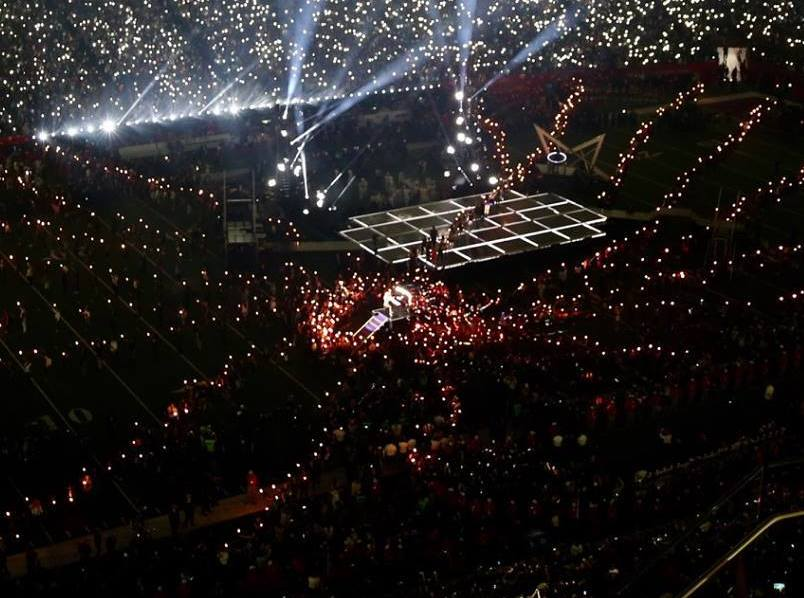
A Million Reasons alatt a pályán lévő szereplők Glow Motion LED-botokat használtak, amelyekkel háromdimenziós mozgó pixel-showt hoztak létre

Bruce Rodgers, a Tribe Inc. tervezője, LeRoy Bennett és Bob Barnhart, a 22 Degrees világítástervezője végezte a show produkciós munkáit. A színpadot az All Access Staging & Productions, a korábbi Super Bowl félidei színpadok alkotói építették. A legfontosabb jellemzői közé tartozott egy fő emelvény, két torony, három csillag alakú mellékszínpad, egy zongorakupola és egy színpadi lift. A tornyok körülbelül 9,1 m (30 láb) magasak voltak, és a felállításhoz kocsikkal lehetett őket a pályára szállítani. Az All Accessnek alig több mint négy hét állt rendelkezésére a darabok és a főszínpad elkészítésére. A tároláshoz és szállításhoz 17 teherautóra volt szükség. A show a Verrents LED-rendszerét és az ATK Audiotek hangtechnikáját használta. A színpadba rekordszámú, mintegy 5000 LED-fényt építettek be. A speciális effekteket készítő Strictly FX csoport a pirotechnikáról gondoskodott.
Rodgers és Bennett kombinálták a showra vonatkozó ötleteiket, Barnhart és Mark Grega, az FX speciális effektek tervezőjének közreműködésével. Rodgers a színpadképet úgy jellemezte, mint „a lehető legintenzívebb technológiai és vizuálisan hatásos eposzt”. A showban KP Terry által vezetett szereplőgárda szerepelt; ők Glow Motion LED-botokat használtak, 3D-s mozgó pixel-showt létrehozva. A nashville-i székhelyű Glow Motion cég minden egyes botot úgy programozott, hogy szinkronban legyenek a lejátszott zenével. „Az összes helyszíni szereplőnk és színpadi szakértőnk, technikusunk és beszállítónk [felállt], hogy támogassa az elképzelést, és maga Gaga, aki már korán felkarolta a koncepciót, nagyobb érdeklődéssel és szívvel vállalta a feladatot, mint bármely más művész, akivel az elmúlt 11 évben dolgoztam” - mondta Rodgers.
A produkció világítását a Production Resource Group (PRG) biztosította. A PRG munkatársa, Chris Conti megosztotta Barnhart alaprajzát a világítás beállításához, amely DMX512-t használt a rendszer vezérléséhez. Barnhart visszaemlékezett, hogy „[a] show idén egy kicsit bonyolultabb volt, a sok díszlet miatt, ami általában nincs egy félidős show-nál”, de jobb volt, mivel nem voltak videoképes hátterek. Az NRG Stadion teteje köré 36 darab Clay Paky Sharpy lámpatestet helyeztek el, amelyek fénysugarakkal világították meg a houstoni éjszakai eget. A fő produkciós terület körül a világítástechnikai csapat által vezérelt LED-szalagot használtak. Messziről is meg tudták világítani a színpadot. Hamish Hamilton rendező és stábja kitalálták a saját módszerüket a show rögzítésére és közvetítésére az élő közönség számára.

### Drónok

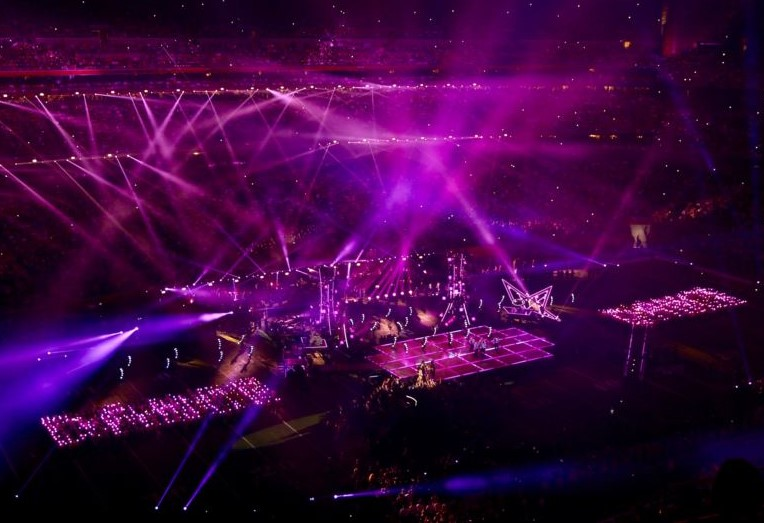
A félidei show színpadának távoli nézete a Just Dance előadása alatt

Az NRG Stadion tetején tartott előadása során 300 szinkronizált, LED-ekkel felszerelt „Shooting Star” quadcopter drón kísérte Gagát, amelyeket az Intel biztosított. Az énekesnő mögött az amerikai zászlót formálták meg. Ez volt az első alkalom, hogy a drónokat televíziós közvetítés részeként használták. Az Intel alelnöke, Josh Walden szerint „Gaga és a Super Bowl kreatív csapata olyasmit akart megvalósítani, amit korábban még soha nem csináltak ... A lehetőség ezekben a fényjáték drónokban végtelen.” Barnhart kifejtette, hogy már évek óta szeretett volna drónokat használni a Super Bowlon, de az Intel drónjaiig soha nem találkozott a megfelelő technológiával. Ricky Kirshner producer engedélyével felvette a kapcsolatot az Intel képviselőivel, és közölte velük, hogy szeretné használni a dróntechnológiájukat egy „februári nagy tévéműsorban. Pénzt nem tudok adni, de nyilvánosságot igen”. Mivel az Intel tudta, hogy a Super Bowl több mint 110 millió háztartásnak mutatná be a technológiájukat országszerte, beleegyezett.
Mivel a drónok nem zárt térben repültek, Barnhart egy új kreatív szegmenst írt a megnyitóra, amelyben Gaga a stadion tetején énekel, a drónok pedig mögötte repülnek. A szegmenst a hét elején vették fel, mivel biztonsági aggályok miatt nem engedélyezték, hogy élő közönség felett repüljenek. A Szövetségi Légügyi Hivatal (FAA) megtiltotta a drónok használatát az NRG Stadion 34,5 mérföldes (55,5 km) körzetében (amely a William P. Hobby repülőtér közelében található). A produkció stábja külön engedélyt kapott az FAA-tól a drónshowra.
Az Intel 2016 december elején kezdte meg a felkészülést, a logisztika kidolgozását. Miután konszenzusra jutottak a kreatív csapattal, elkezdték a drónok storyboardozását, végül úgy döntöttek, hogy egy csillagtömböt, az amerikai zászlót és a Pepsi logóját fogják megjeleníteni. A bemutatóhoz használt drónok műanyag és habszivacs testtel rendelkeztek a lágy ütközések érdekében, négyzet alakúak voltak, és 8 unciát (0,50 font) nyomtak. Vezeték nélkül csatlakoztak egy központi számítógéphez, és mindegyikük egyedi koreográfiát hajtott végre. A számítógép ellenőrizte a GPS-jel erősségét és a drónok akkumulátorának töltöttségét.

## Kritikusok értékelései

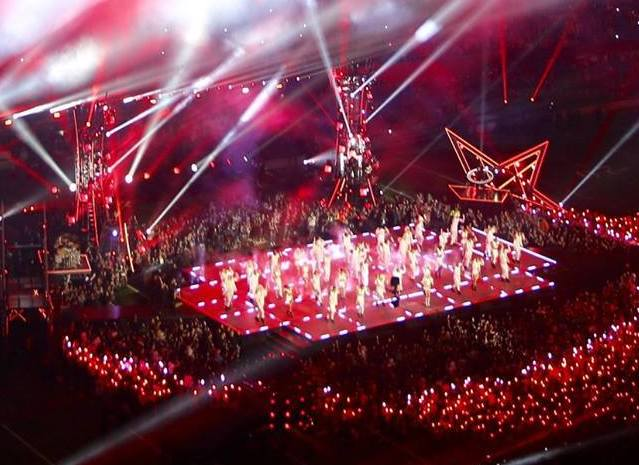
A műsor utolsó dala, a Bad Romance

Gaga előadását a kritikusok elismeréssel fogadták. A Time magazin egyik írója úgy jellemezte a műsort, mint „a legjobbak között a forma történetében, ambiciózusan végigszáguldva a művész egész karrierjén, és a művész azon tulajdonságait kiemelve, amelyek csak szimplán működnek.” A New Yorker kritikája „okos, intenzív és fegyelmezett előadásként” jellemezte Gagát és a műsort. Andrew Unterberger a Billboardtól úgy vélte, hogy az előadás „az évszázad egyik legjobb félidei szettjeként” fog bevonulni, és hogy bebetonozta őt, mint „örökös művészt... Gaga volt ez ízig-vérig, és minden egyes dal örömtelibbnek tűnt, mint az előző... emlékeztetve arra, hogy miért volt Gaga popfölénye olyan vitathatatlan nem is olyan régen”. Megjegyezte, hogy semmi „felháborító” nem volt a műsorban.
Chris Chase a Fox Sports-tól azt mondta, hogy a félidei show „Michael, Prince, Beyoncé és Bruce mellé fog bekerülni, mint a valaha volt legjobb.” Marguerite Ward a CNBC-től a showt Gaga visszatérésének tekintette, megjegyezve, hogy 2015-ben bejelentette, hogy visszavonul. „Gyorsan előre 2017-be. [Lady Gaga] visszatért a világszínpadra, és egy új világ körüli turnéra készül” - tette hozzá. Sonia Saraiya a Variety számára írva „lélegzetelállítónak” és „szárnyalónak” írta le a műsort, de úgy érezte, hogy „hiányzott belőle egy ikonikus pillanat vagy érzelmi löket.” Daniel Fienberg a The Hollywood Reportertől csalódott volt, hogy a showban nem volt „közeli felvétel, ami kihangsúlyozta volna [Gaga] mozgását”. Úgy érezte, hogy a műsorból hiányzott a politikai üzenet, és hogy „a gyengén bemutatott ereszkedés” elvonta a figyelmet a God Bless America és a This Land Is Your Land előadásából.
Nico Land a Salontól megjegyezte, hogy Gaga volt az első előadó, aki a Super Bowl félidei showja során az LMBT közösségre utalt, amikor a Born This Wayt énekelte. Land ezt „döntő mérföldkőnek” tartotta a közösség számára. Azt mondta: „Az LMBT-témák főszereplővé tétele a Super Bowl főszínpadán a queer szolidaritás erőteljes üzenetét szolgálta a kormányunk által támasztott kihívások példátlan hullámával szemben”. Bár Gaga nem kritizálta nyíltan Trumpot, Land úgy látta, hogy az énekesnő nyitó előadása egy finom „piszkálódás” volt az elnök felé. A This Land Is Your Land című dalt énekelve, amely a Trump beiktatását követő, országszerte megrendezett Women's Marches tiltakozó himnusza volt, Gaga Trump bevándorláspolitikájára utalt. Joanna Robinson, a Vanity Fair munkatársa szerint az előadás „kutyafütty” volt Trump azon tervei ellen, hogy falat építsen az Egyesült Államok és Mexikó közé.
A 69. Primetime Creative Arts Emmy Awards-on a félidei showt hat kategóriában jelölték - a legtöbben bármelyik félidei show-műsor közül. Többek között A kiemelkedő speciális osztályú műsor, A kimagasló produkciós tervezés, A kimagasló technikai rendezés, kameramunka, videovezérlés, A kimagasló zenei rendezés, A kimagasló hangkeverés, és A kimagasló fénytervezés / fényrendezés kategóriákban. Utóbbi díjat megnyerte.

## Kereskedelmi fogadtatás

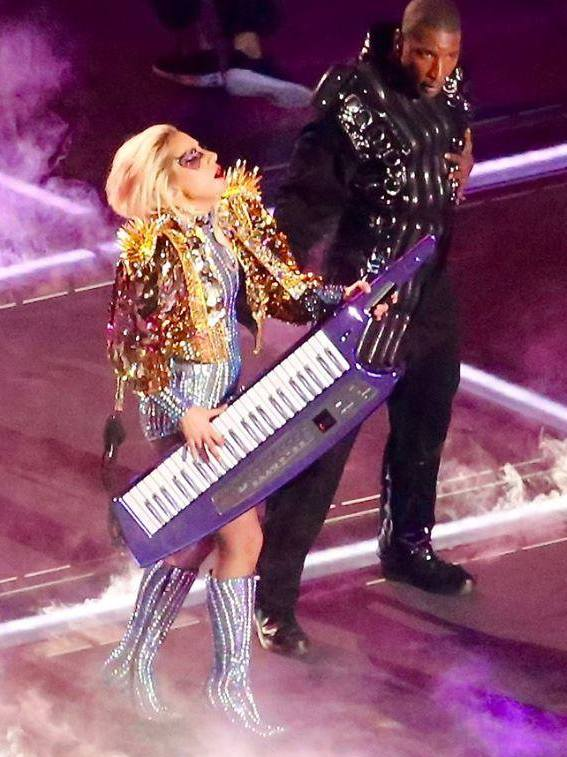
Gaga billentyűs hangszeren játszik a show alatt

Az Egyesült Államokban a félidei show alatt 2015 óta először növekedett a nézettség. Az előadás 117,5 millió tévénézőt vonzott, ezzel a második legnézettebb félidős show volt a 2015-ös után. A negyedik egymást követő évben a nézettség magasabb volt, mint a mérkőzésé, amelyet 111,3 millióan néztek. 5,1 millió tweet érkezett Gaga előadásáról, ebből 2,2 millió a show alatt, így ő lett a legtöbbet tweetelt előadó a show történetében. A Billboard által bemutatott statisztikák szerint a legtöbbet tweetelt pillanatok a show vége volt, majd az, amikor Gaga a színpadról integetett a szüleinek, és amikor az énekesnő egy hámban leereszkedett az NRG Stadium tetejéről. A dallista is bekerült a legtöbb tweetet tartalmazó táblázatba, a legtöbb tweetet a Bad Romance kapta. A Telephone volt a második legtöbbet tweetelt dal, amit a Born This Way követett.
A Nielsen SoundScan szerint a koncert napján Gaga 150 000 digitális albumot és dalt adott el az Egyesült Államokban, ami 1000%-os növekedést jelent az előző naphoz képest. Az énekesnő összesen 125 000 digitális letöltést ért el, melyet a Million Reasons (45 000, 900%-os növekedés), majd a Bad Romance (13 000), a Born This Way (12 000) és a Poker Face (10 000) vezetett. Albumaiból több mint 23 000 letöltés kelt el: a Joanne több mint 12 000 példányban, majd a The Fame Monster (2009) következett, amelyből körülbelül 6000 fogyott. Gaga több mint 24 000 hallgatót szerzett a Pandora Radio zenei streaming weboldalon. Az összes előadott dal jelentős játszási növekedést ért el. Ez jóval magasabb volt, mint a korábbi félidei showknál tapasztalt érték, amikor a Coldplay 225%-kal, Bruno Mars 62%-kal, Beyoncé pedig 60%-kal emelkedett. Az énekesnő száma hétről hétre 1391%-kal nőtt.
A végső összesítés után Gaga több mint 410 000 digitális letöltést értékesített a 2017. február 9-i héten, ami 1850%-os növekedést jelent. A Million Reasons (amely az előző héten kiesett a listáról) újra visszatért a Billboard Hot 100-as listán a negyedik helyen, így Gaga tizennegyedik Top 10-es kislemeze lett. A digitális dalok listájának élére is felkerült 149 000 letöltéssel. A Digital Songs listára  felkerült még a Born This Way (41 000, hetedik hely), a Bad Romance (39 000, kilencedik hely), a Poker Face (34 000, tizennegyedik hely), a Just Dance (25 000, huszonhatodik hely) és a Telephone (20 000, harminckilencedik hely). Gaga streaming-aktivitása 196%-kal 41,8 millió streamelésre nőtt, amelyet a Million Reasons vezetett 3,9 millió lejátszással. Albumeladásai 844%-kal 135 000 egyenértékű egységre nőttek; a Joanne a Billboard 200-as lista 66. helyéről a második helyre emelkedett 74 000 darabos eladással (48 000 hagyományos albumeladással). A slágerlista további helyezettjei közé tartozott a The Fame (38 000, hatodik hely), a Born This Way (17 000, huszonötödik hely) és az Artpop (5 000, 174. hely). Gaga első helyezést ért el a Billboard Artist 100 listáján, amely a lemezeladások mellett a különböző közösségi oldalakon való aktivitást is méri.
A Super Bowl fellépés Kanadában is éreztette hatását, ahol a Joanne az 54. helyről a második helyre ugrott 524%-os növekedéssel az album-egyenértékes eladásában. Az Egyesült Királyságban a Joanne eladásai 222%-kal, míg a The Fame (2008) eladásai 1605%-kal emelkedtek a show után. A brit albumlistán az előbbi a 88. helyről a 11. pozícióra lépett előre, az eladások 5289 példányra nőttek, míg az utóbbi a 38. helyen lépett be, 2263 eladott példánnyal.

## Dallista
A félidei show alatt a következő dalok hangzottak el.
1. God Bless America / This Land Is Your Land (előre rögzített bevezető)[35]
2. Poker Face
3. Born This Way
4. Telephone
5. Just Dance
6. Million Reasons
7. Bad Romance

## Közreműködők
Kreditek és személyzet a Live Design weboldalon elérhető listából átvéve.
| Előadó - Lady Gaga Kreatív személyzet - Executive Producer: Ricky Kirshner - Rendező: Hamish Hamilton - Gyártástervező: Bruce Rodgers, Tribe Inc. - Társ-produkciós tervező: LeRoy Bennett - Világítástervező: Bob Barnhart, 22 Degrees Beszállítók - Díszlet és színpadkép gyártás: All Access - Pyro és effektek: Strictly FX - LED-pálcák: Glow Motion Technologies - Világító berendezések szállítója: PRG - LED-rendszerek: VER - Hangtechnikai berendezések szolgáltatója: ATK Fénytechnikusok - Fénytechnikai rendezők: Pete Radice, David Grill, Jason Rudolph | - Gaffer: Tony Ward - Best Boy: David Serralles, Kieth Berkes, Dean Brown, Joe Faretta, George Clayton - Vezető technikus: Robb Minnotte - Technikusok: Matt Geneczko, Jeff Anderson - Hálózattervező: Chris Conti - Lead Spot Op: Tim Altman, George Sennerfelder, John Washburton - Lead Spot Tech: Quinn Smith - Világítási rendező asszisztens: Megan Seibel - Fiber Tech: Alex Ward Művészeti tervezőcsapat - Művészeti vezetők: Shelley Rodgers, Lindsey Breslauer - Díszlet tervezők: Maria Maria Garcia, Bruno Oliveira, Evan Alexander, - Asszisztens: Lucas Ingram Színpadi videó és vetítő személyzet - LED-technikusok: Gary Madura, Luke Pilato, Rod Silhanek, Michael Spencer - Médiaszerver operátor: Jason Rudolph | - Médiaszerver technikus: Tim Nauss Intel Shooting Star dróncsapat - Vezető műszaki mérnök: Daniel Gurden - Szoftverfejlesztési mérnök (Programmer): Tobias Gurden - A Drone Light Shows vezérigazgatója: Natalie Cheung - Project Manager: Madeline Ong - Pilot In Command: Clay Coleman, Pilot In Command - Hardveres mérnök: Tobi Lang All Access Staging & Productions stábja - All Access Staging Supervisor: Tim Fallon - Project Manager: Tommy Rose - Gyártás tervezés: Erik Eastland - Automatizálási technikus és gyártásvezető: Fidel Garza - Fő asztalos: Roger Cabot - Színpadi technikusok: Kyle Duarte, Jesus Arroyo, Arturo Martinez, Jeff Haas, Anthony Pozos, Micky Dymond, - Színpadi technikus/gyártó: Julio Roch - LED-technikusok: Zack Eastland, Blake Chandler |

## Fordítás
Ez a szócikk részben vagy egészben  a   Super Bowl LI halftime show című angol Wikipédia-szócikk fordításán alapul.  Az eredeti cikk szerkesztőit annak laptörténete sorolja fel. Ez a jelzés csupán a megfogalmazás eredetét és a szerzői jogokat jelzi, nem szolgál a cikkben szereplő információk forrásmegjelöléseként.